# 38. Division (Japanisches Kaiserreich)
Die 38. Division (jap. 第38師団, San-jūhachi Shidan) war eine Division des Kaiserlich Japanischen Heeres, die 1939 aufgestellt und 1945 aufgelöst wurde. Ihr Tsūshōgō-Code (militärischer Tarnname) war Sumpf-Division (沼兵団, Numa-heidan) bzw. 38D.

## Geschichte der Einheit
Die Division wurde im Februar 1939 unter dem Kommando von Generalleutnant Fujii Yōji als Triangulare Division in Nagayo aufgestellt und bestand hauptsächlich aus der 38. Infanterie-Brigade (228., 229. und 230. Infanterie-Regiment), der 38. Tanketten-Kompanie, dem 38. Gebirgsartillerie-Regiment und dem 38. Pionier- und Transport-Regiment.
Im Dezember 1939, nach nur zehn Monaten Ausbildung, wurde die rund 20.000 Mann starke Division bereits nach Guangzhou in China verschifft und war dort der 21. Armee unterstellt.
Im Juni 1941 wurde die 38. Division, jetzt unter Generalleutnant Sano Tadayoshi, der neuaufgestellten 23. Armee unterstellt, die mit der Eroberung von Hongkong (Operation C) beauftragt wurde. Den Befehl über die 38. Infanterie-Brigade hatte Generalmajor Itō Takeo. Das 228. Regiment wurde von Oberst Doi Teihichi, das 229. Regiment von Oberst Tanaka Ryōsaburō und das 230. Infanterie-Regiment von Oberst Shōji Toshishige befehligt. Die Division zählte im November 1941 23.228 Mann. Zusätzlich wurde sie mit dem 66. Infanterie-Regiment der 55. Division und einigen Einheiten schwerer Artillerie (unter anderem Typ 45 24-cm-Haubitzen) verstärkt, um die von knapp 14.000 britischen, kanadischen, indischen und chinesischen Soldaten verteidigte Kronkolonie anzugreifen.
Um 3:55 Uhr am 8. Dezember 1941 Hongkong-Zeit, neun Stunden vor dem Angriff auf Pearl Harbor, erreichte die 23. Armee, und damit die 38. Division, das Codewort Blüte Blüte und 11 Minuten später gab Generalleutnant Sano den Befehl zum Angriff auf Hongkong. Bereits am 18. Dezember konnten die Japaner auf Hong Kong Island landen und am 25. Dezember musste der britische Gouverneur Sir Mark Young kapitulieren. Während und nach der Kämpfe kam es zu japanischen Kriegsverbrechen an alliierten gefangenen und verwundeten Soldaten und Zivilisten. Generalmajor Itō wurde nach dem Krieg dafür in Rabaul vor ein Kriegsverbrechertribunal gestellt und am 24. Mai 1946 zum Tode verurteilt. Ende desselben Jahres wurde er jedoch begnadigt und kehrte nach Japan zurück.
Für die Eroberung Javas, das Teil Niederländisch-Indiens war, wurde die Division der 16. Armee unterstellt. Ein Bataillon des 229. Regiment sicherte Banka Island vor der Küste Palembangs während der Schlacht von Palembang. Die Reste des 229. Regiments (Oberst Tanaka) plus das 3. Bataillon des 230. Regiments fuhren den Musi Fluss flussaufwärts, um die bei Palembang gelandeten Fallschirmjäger zu unterstützen.
In der zweiten Phase der Eroberung Südostasiens landete das 229. Regiment am 20. Februar 1942 auf Portugiesisch-Timor bei Dili und hielt es besetzt. Das 230. Regiment ging am 1. März 1942 bei Kragan auf Java an Land.
Im Herbst 1942 wurde die 38. Division der 17. Armee auf Guadalcanal unterstellt und nahm dort an der Schlacht um Guadalcanal teil. Bereits am 7. August 1942 landete die amerikanische 1. Marine-Division auf der Insel und eroberte den frisch angelegten japanischen Flugplatz, der Henderson benannt wurde. In den darauffolgenden Wochen frischte die 17. Armee ihre Truppen auf, um den Flugplatz zurückzuerobern, dieser Versuch wurde zwischen dem 13. und 15. September in der Schlacht am Bloody Ridge abgeschlagen. Die 2. Division hatte schwere Verluste, ihre Reste zogen sich in den Norden Guadalcanals zurück. Neben der 2. Division wurden auch vermehrt Teile der 38. Division unter dem Befehl von Generalleutnant Sano Tadayoshi nach Guadalcanal gebracht, so dass Mitte Oktober etwa 20.000 Mann zum Angriff bereitstanden. Mitte November 1942 landeten weitere Teile der 38. Division und griffen in die Kämpfe um den Matanikau River ein. Bei den Kämpfen, die bis zum 8. Februar 1942 andauernden, wurde die 38. Division größtenteils vernichtet. Aus den Resten des 230. Regiment wurde 1944 die 40. Selbstständige gemischte Brigade unter Generalmajor Itō gegründet. Der Rest der Division erreichte nie wieder vollständige Stärke und 1945 wurde sie aufgelöst.

## Gliederung
Im Februar 1939 erfolgte die Aufstellung als Triangulare Typ B „Standard“ Division wie folgt:
- 38. Infanterie-Divisions Hauptquartier (350 Mann)
  - 38. Infanterie-Brigade-Führung (100 Mann)
    - 228. Infanterie-Regiment (3800 Mann)
    - 229. Infanterie-Regiment (3800 Mann)
    - 233. Infanterie-Regiment (3800 Mann)

  - 38. Tanketten-Kompanie (100 Mann)
  - 38. Gebirgsartillerie-Regiment (2100 Mann; 36 Typ 41 75-mm-Gebirgsgeschütze)
  - 38. Pionier-Regiment (900 Mann)
  - 38. Signal-Einheit (240)
  - 38. Transport-Regiment (2800 Mann)
  - 38. Versorgungs-Kompanie (80 Mann)
  - 38. Feldhospital (Zwei Feldhospitäler mit jeweils 250 Mann)
  - 38. Wasserversorgungs- und -aufbereitungs-Einheit (200 Mann)
  - 38. Veterinär-Hospital (50 Mann)
  - 38. Sanitäts-Einheit (700 Mann)

Gesamtstärke: 19.520 Mann

## Führung
Divisionskommandeure
- Fujii Yoji, Generalleutnant: 2. Oktober 1939 – 20. Juni 1941
- Sano Tadayoshi, Generalleutnant: 20. Juni 1941 – 10. Juni 1943
- Kagesa Sadaaki, Generalleutnant: 10. Juni 1943 – September 1945